# Исо-Сикаярви
Исо-Сикаярви — пресноводное озеро на территории Кестеньгского сельского поселения Лоухского района Республики Карелии.

## Общие сведения
Располагается на высоте 242,0 метров над уровнем моря.
Форма озера лопастная. Берега изрезанные, каменисто-песчаные, преимущественно возвышенные.
Через озеро течёт водоток без названия, впадающий с правого берега в реку Нурис (приток реки Оланги, впадающей в Пяозеро).
В озере расположено не менее двух десятков безымянных островов разного размера, рассредоточенных по всей площади водоёма, однако их количество может варьироваться в зависимости от уровня воды.
Населённые пункты и автодороги вблизи водоёма отсутствуют.